# トークンリング

MAUを経由してトークンが周回する

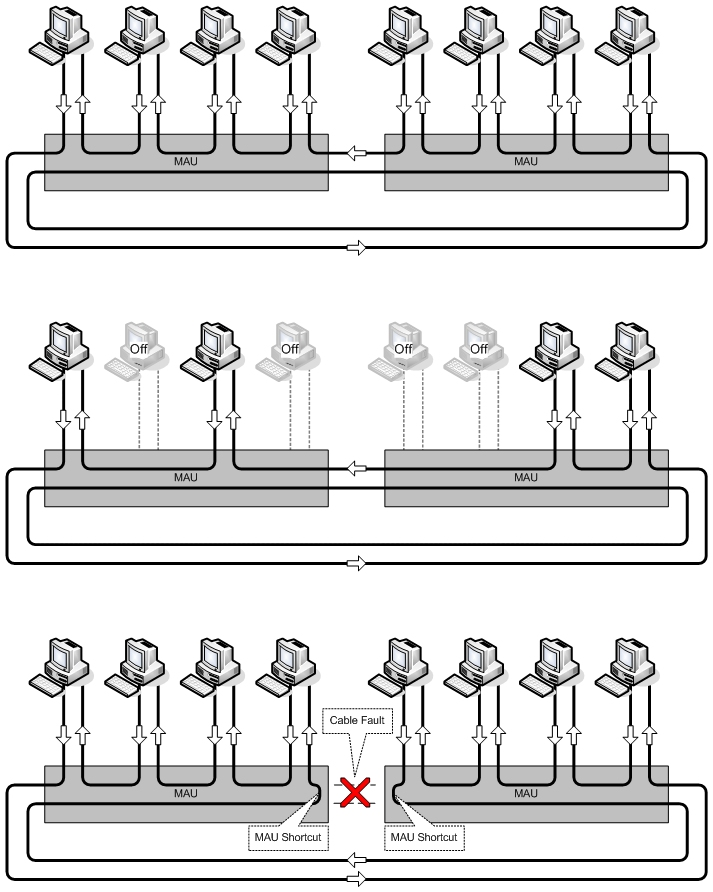
ネットワーク障害発生時にMAUがリングを維持する

トークンリング (Token Ring) は、LANの物理層およびデータリンク層の規格の一つ。
IBMが開発したもので、IEEE 802.5で規格化されている。

## 歴史
1970年代初頭には様々なローカルエリアネットワークテクノロジーが開発された。
トークンパッシングリングトポロジーの1つであるケンブリッジリング（英: Cambridge Ring）は可能性が高く、世界中の多くのチームが独自開発に取り組んだ。
1981年、IBMチューリッヒ研究所では、ウェルナーバックスとハンスミュラーがIBMトークンリングテクノロジーの設計開発に従事し、MITでの初期の取り組みでProteon 10Mbit/s ProNet-10トークンリングが開発された。同年、ワークステーションベンダーのアポロコンピュータが75オームのRG-6U同軸ケーブルを介して独自の12Mbit/s Apollo Token Ring（ATR）ネットワークを開発。その後、シールドなしのツイストペアケーブルで動作するProteon 16Mbit/sに進化させた。
1985年10月15日、IBM独自のトークンリング製品を発売。4Mbit/sで動作し、メインフレーム、ミッドレンジコンピュータ、IBM PCからの接続可能だった。その後、IEEE 802.5として標準化された。
1988年に、IEEE 802.5委員会によって、より高速な16Mbit/sのトークンリングが標準化された。その後、トークンリング衰退の間に、100Mbit/sが標準化され販売したが普及しなかった。
2001年に、1000Mbit/sの規格が承認されたが市販化されず、既にLANは100メガビット・イーサネットとギガビットイーサネットが多くを占めていた。
2002年1月31日、IBMはトークンリング製品の営業活動を終了した。

## 概要
通信速度は4Mbpsおよび16Mbps。ノードがリング状に接続されている点が特徴。
物理的に、基幹はMAU（英: Media Access Unit）と呼ばれる集線装置でリング型を構成、支線にはハブによるスター型の構成をとる。集線装置 IBM 8228 はIBMデータコネクタ（コネクタ独特の大型のもの）が使われており、このコネクタにはオスメスの区別がなく、同じ形の2つのコネクタを接続する点に特徴がある。また電力不要で動作するのでコンセントのないエリアにも配置可能である。IBM 8226 は、IBM 8228とは異なり、RJ45を使用する集線装置。 LEDが追加され、コンセントレータまたはスプリッタとしても動作する。但し、別途電源が必要である。

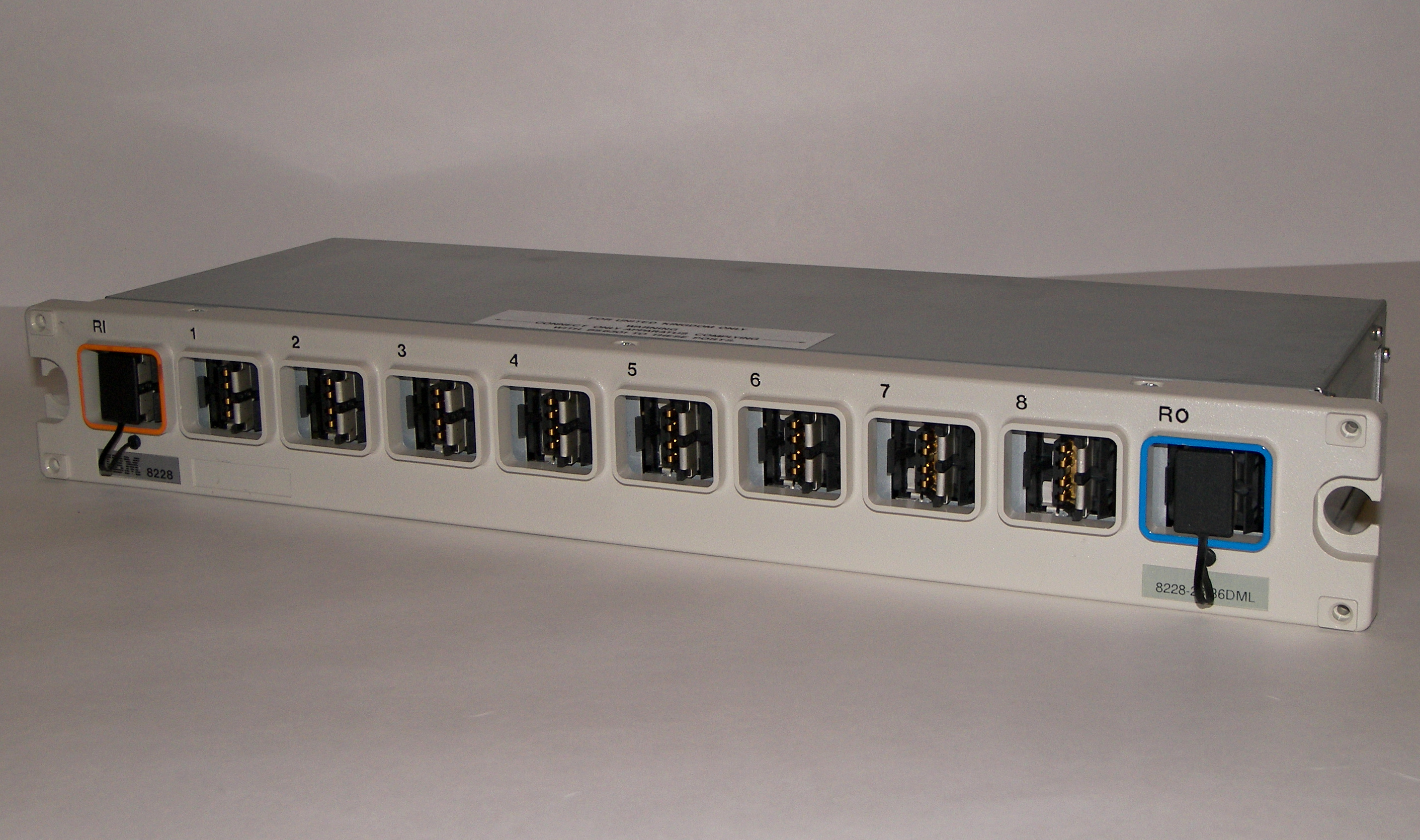
IBM 8228 トークンリング集線装置
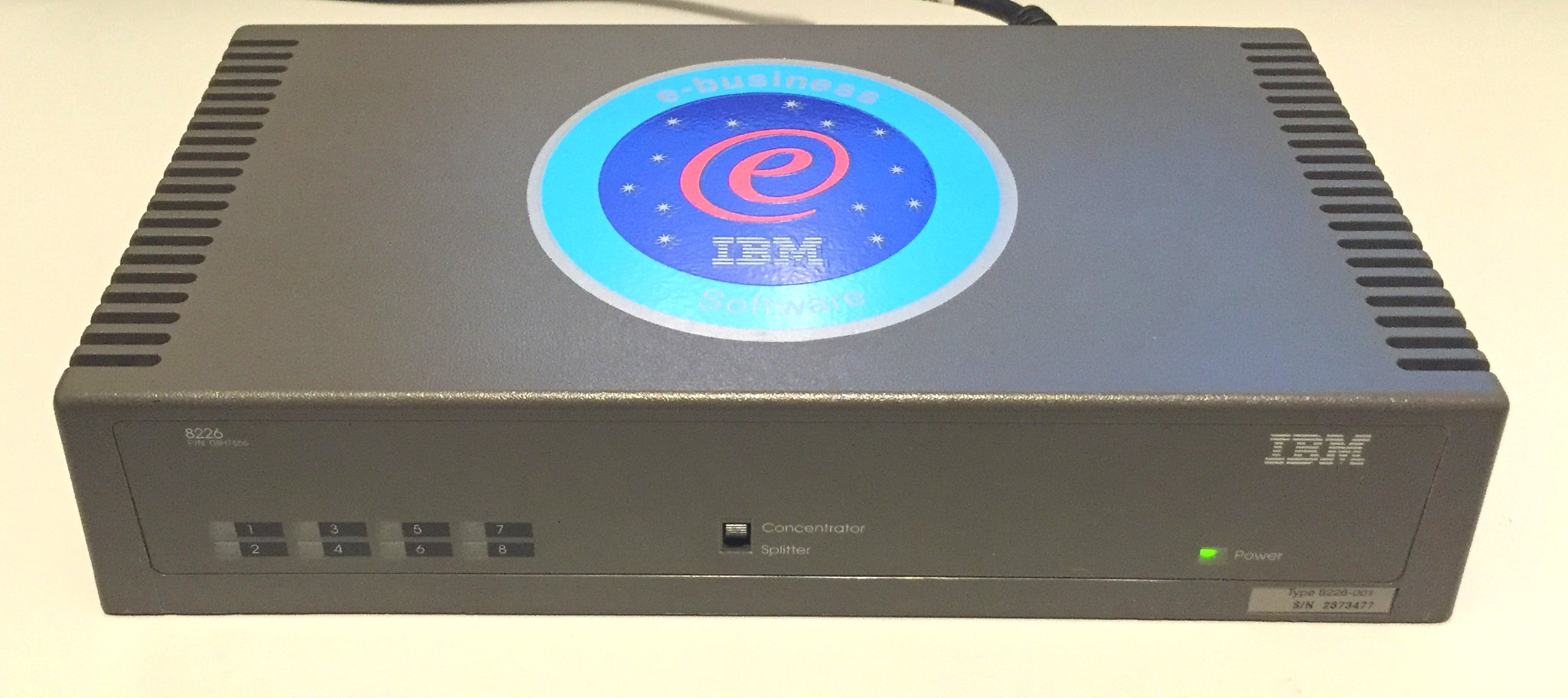
IBM 8226 トークンリング集線装置（RJ45）

論理的にはリング型トポロジーで構成され、そのリングをトークンと呼ばれる信号が高速で周回している（トークンパッシング)。
情報の送信権はトークンを得たノードが持つ。従って、物理的に「衝突」が発生しない。トークンと呼ばれるデータが常にリング状のネットワーク上を回っているため、データが送受信されていない時は、トークンは、ただネットワーク上を回っているだけである。データを送信するノードはまず空いているトークンを捕まえて、それをフレームに変えてデータを搭載して送り出す。ノードでは回ってくるフレームを監視していて、フレーム・ヘッダに自分宛のアドレスが記載されている場合にのみ、それを取り込む仕組みになっており、自分宛ではないデータについては、そのまま次のノードに回してしまう。情報はトークンに付加して次のノードに渡す。受信は自ノード宛ての情報だけを受信し、他ノード宛のものはトークンごと次のノードにまわす。データが壊れた場合など、どのノード宛の情報か不明のものが永久にネットワークを回り続けるのを防ぐため、ペイロードは何周かした後に破棄されるようになっている。従って、ネットワークの帯域を無駄なく使い切ることができる。
ネットワークの高速化のために、2つ以上のトークンを巡回させることも可能である。
通信速度（リングスピードという）の設定を誤った機器を接続すると、ネットワーク全体がダウンしてしまうという欠点があった。
CSMA/CD方式と違ってパケットの衝突（コリジョン）が生じないため、初期の10BASEイーサネットと比べると性能や安定性の面で優れていたが、イーサネットの高速化・低価格化やスイッチングハブの登場により優位性を失った。
日本ではIBM PCやLANの普及が遅れたため、あまり使われていない。
インターネット普及が進むにつれて、殆どのトークンリングがイーサネットに置換された。従って、世界的にも利用されなくなった技術と言える。

### ケーブルとインターフェース
IBM独自のケーブルシステムが採用されている。ケーブルは2対の150Ωシールド付きツイストペアケーブルで極太であった。特殊なエルマフロディット（雌雄同体）のコネクタはIBMデータコネクタと呼ばれ、標準の非シールド8P8Cよりも優れたシールドを備えていた。コネクタ部分は非常に大きく、3cmx3cmの接続部分が必要で壊れやすいという欠点もあった。コンピュータ側のインターフェースは通常DE-9コネクタ（メス）である。

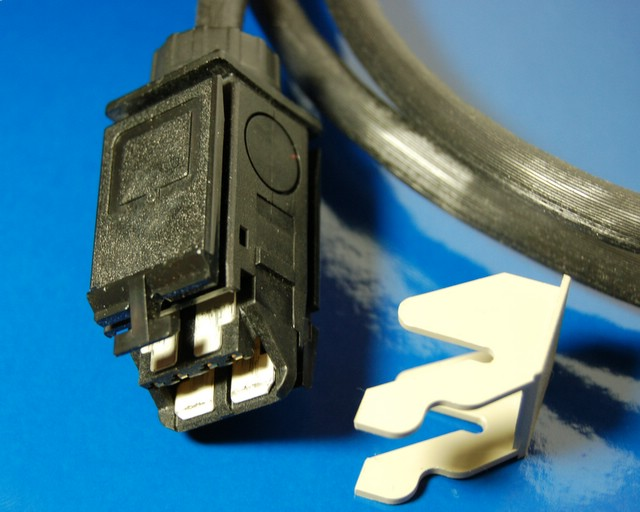
トークンリングで使われる雌雄同体コネクタ
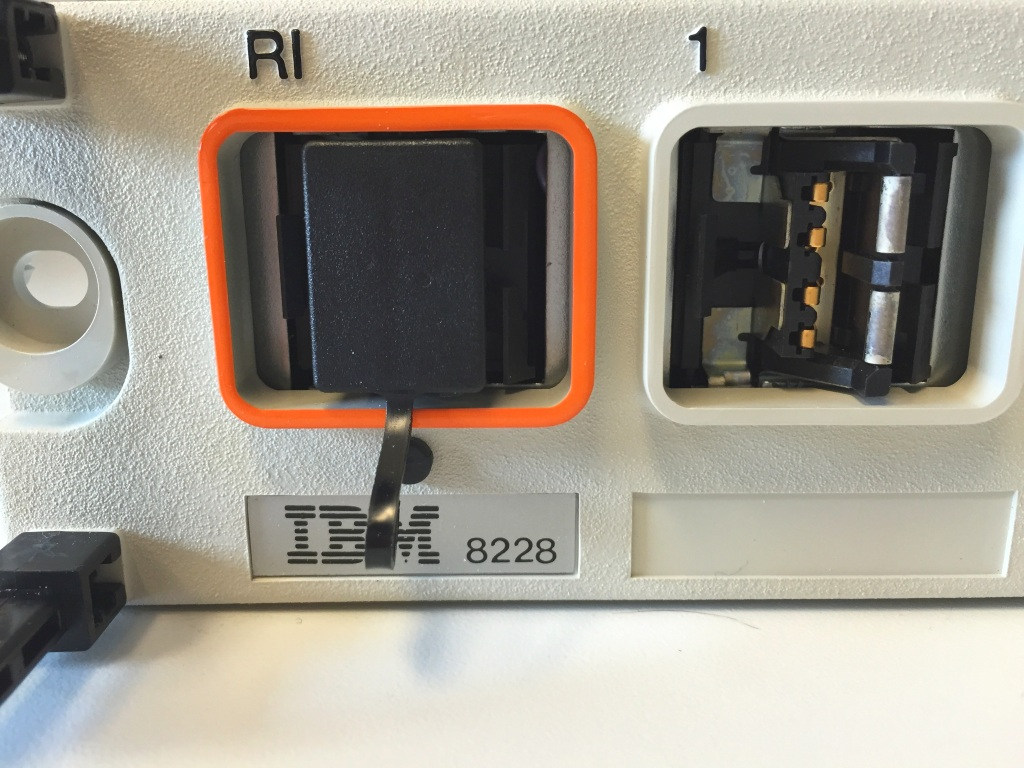
IBM 8228 マルチアクセスユニットのIBM データコネクタ
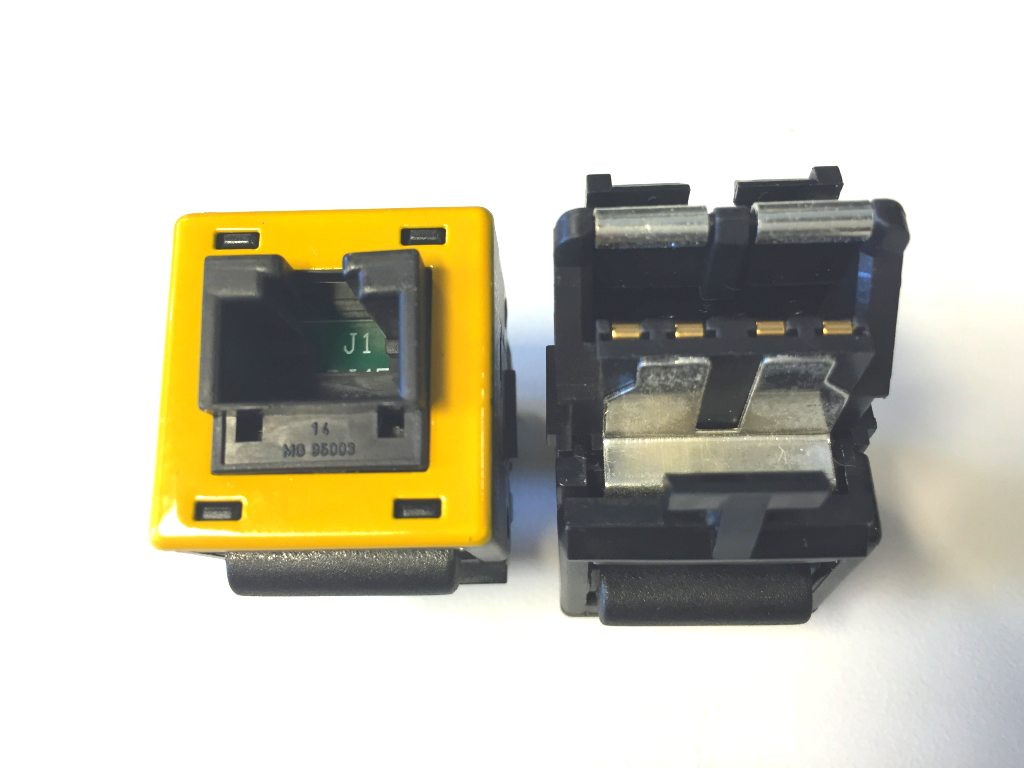
IBMデータコネクタを8P8Cコネクタに変換する（8P8Cメディアフィルタ）
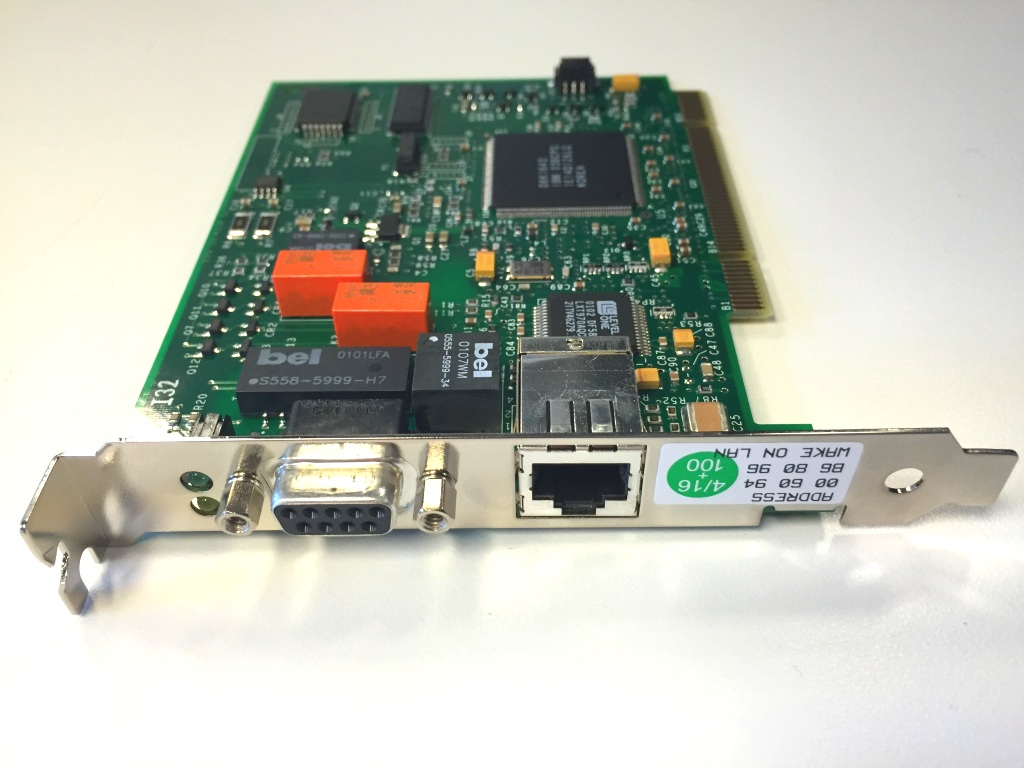
トークンリング用のネットワークアダプタ
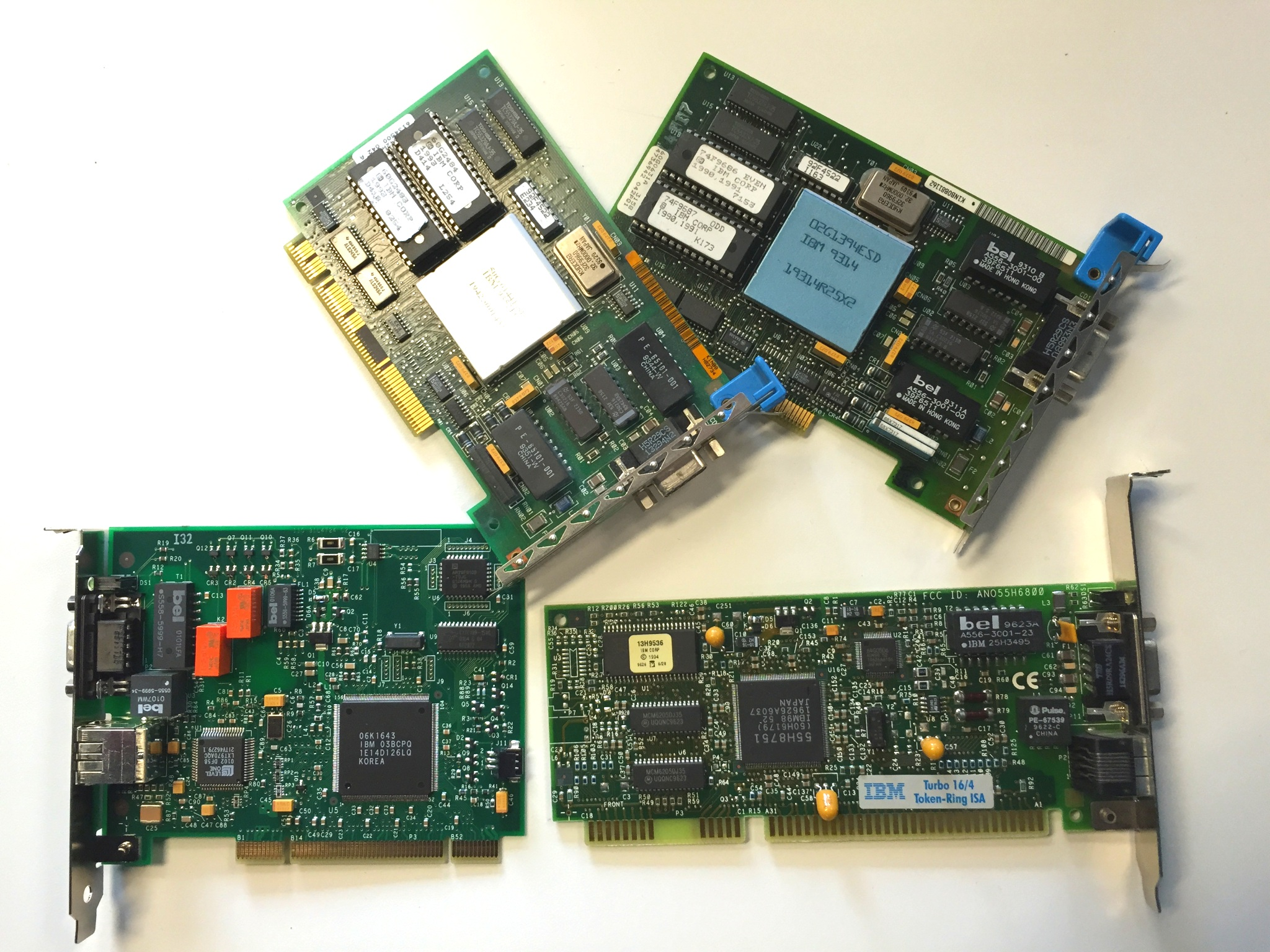
ネットワークアダプタにはISA、PCI、MCA等のインターフェースが存在する。

### トークンリングとイーサネットの接続
トークンリングインターフェイスとイーサネットインターフェイスの両方を装備するマルチプロトコルルーター(IBM 2210-24M)は、トラフィック、プロトコル、およびインターフェイスを動的にフィルターする機能がある。その他にもAT＆T StarWAN 10：4ブリッジ、IBM 9208 LANブリッジ、Microcom LANブリッジがある。

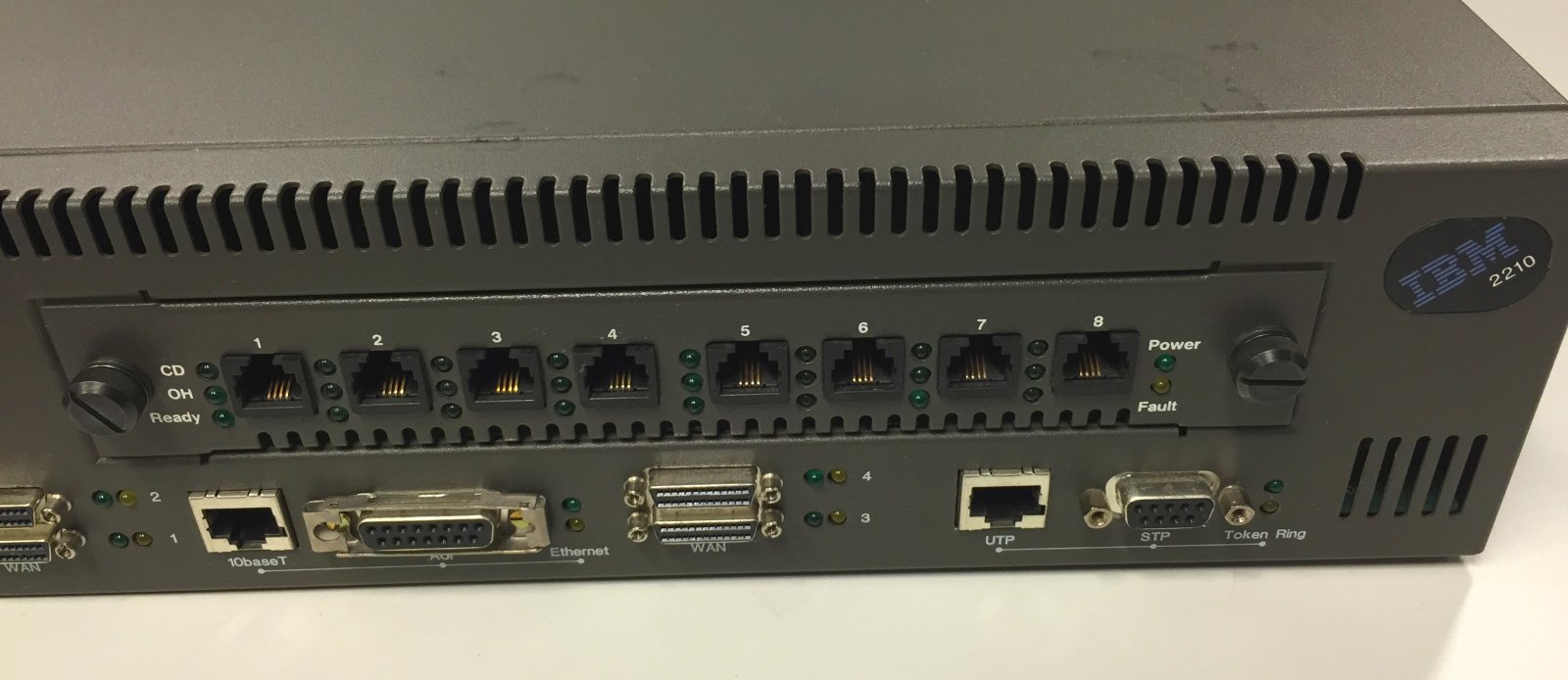
IBM 2210-24M トークンリング及びイーサネットインターフェイスを備える

## 比較

### 長所
- CSMA/CD方式と異なり、トークンリングはパケットの衝突が生じないため、特に複数の大量伝送発生時でも速度が落ちずに安定し、ユーザーレスポンスが低下しにくい。

### 欠点
- イーサネットと比較して参入ベンダーが少なく高価となり、特に中小規模の企業や事業所等では普及しなかった。
- なお「配線がリング状のため、1台のノードのダウンや1か所の配線断によりネットワーク全体がダウンする」との説明は間違いである。トークンリングはトポロジーはリングだが、物理配線はスター型で、1か所の配線断も折り返しが行われるため、トークンの循環とデータ伝送は継続される。（詳細は上述を参照）